# Сереса
Сере́са (ісп. Cereza — «Вишня») — білий аргентинський винний сорт винограду.
Як і Піно гри та Ґевюрцтрамінер, Сереса — сорт винограду з рожевою шкіркою. Він є результатом гібридізації сортів Listán negro та Мускату Олександрійського.

## Історія
Подібно до винограду паїс, кріольї гранде та іспанських місіонерських сортів, які були широко поширені у Північній та Південній Америці, ампелографи вважають, що сорт Сереса був занесений в Аргентину ранніми іспанськими поселенцями. До середини та кінця 20 століття Сереса, Паїс та Кріолья разом становили понад третину всіх виноградних лоз, висаджених у Південній Америці. Високі врожаї та плодоносна природа Сереси сприяли її поширенню. До 1980-х років цим було зайнято близько 40 000 гектарів, але з тих пір обсяги її вирощування повільно зменшуються. До 2003 року площа під Сересою зменшилась до 30 760 га. Тим не менше, на 2018 рік на Сересу припадало 19,8% відсотків від усього зібранного винограду в Аргентині, тобто більше, ніж на будь-який інший сорт, і 12,5% площ, зайнятих під виноградники в країні (за цим параметром сорт поступається лише мальбеку). Більшесть вина, виробленого з Сереси, споживається на внутрішньому аргнетинському ринку.

## Винні регіони

Провінція Сан-Хуан, де знаходиться більшість насаджень Сереси. Південніше знаходиться провінція Мендоса, яка також має деякі насадження.

Сьогодні виноград сорту Сереса переважно зустрічається в провінції Сан-Хуан (40,9% площ) та на сході провінції Мендоса (53,5% площ, зайнятих сортом у країні).

## Виноградарство та виноробство
Виноград сорту Сереса пристосувався до жарких і посушливих умов і, завдяки зрошенню, має надійну врожайність. У порівнянні із спорідненим червоним сортом Кріолья гранде, у Сереси помітно світліша рожева шкірка з більшими ягодами, які вносять дуже мало кольорових фенолів під час мацерації. Тому вина, вироблені з Сереси, майже завжди є білими або рожевими.

## Винні стилі
Із Сереси виробляють глибокі кольорові білі та рожеві вина, які зазвичай призначені для раннього споживання. За словами винного експерта Дженсіс Робінсон, вина можуть бути досить «сільськими» та базової якості, особливо тоді, коли врожайність висока. Окрім виробництва вина, виноград часто використовують у виробництві виноградного концентрату, який використовується у виноробстві .

## Синоніми
Сереса також відомий під синонімами Ceresa, Ceresina, Cerise, Cereza Italiana і Chereza.